# Pologne aux Jeux olympiques d'été de 1952
L'équipe de Pologne olympique a remporté 4 médailles (1 en or, 2 en argent, 1 en bronze) lors de ces Jeux olympiques d'été de 1952, à Helsinki, se situant à la 20e place des nations au tableau des médailles.
L'athlète  Teodor Kocerka était le porte-drapeau d'une délégation polonaise comptant 125 sportifs (103 hommes et 22 femmes).

## Liste des médaillés polonais

### Médaille d'Or
| Sport             | Discipline        | Sportifs        | Performance |
| Médaille d'or : 1 |                   |                 |             |
| Boxe              | Welter -67 kg (H) | Zygmunt Chychła |             |

### Médailles d'Argent
| Sport                  | Discipline       | Sportifs          | Performance |
| Médailles d'argent : 2 |                  |                   |             |
| Boxe                   | Léger -60 kg (H) | Aleksy Antkiewicz |             |
| Gymnastique            | Sol (H)          | Jerzy Jokiel      |             |

### Médaille de Bronze
| Sport                  | Discipline | Sportifs       | Performance |
| Médaille de bronze : 1 |            |                |             |
| Aviron                 | Skiff (H)  | Teodor Kocerka |             |